# Derek Kevan
Derek Tennyson Kevan (Ripon, 6 marzo 1935 – Birmingham, 4 gennaio 2013) è stato un calciatore inglese, di ruolo attaccante.
Bandiera del West Bromwich Albion, in cui ha militato per 9 stagioni dal 1953 al 1962, ha disputato con la maglia della Nazionale di calcio dell'Inghilterra due Mondiali, nel 1958 in Svezia, dove con due reti all'attivo (contro Unione Sovietica e Austria) su 4 incontri disputati fu il miglior marcatori della sua nazionale, e nel 1962 in Cile, senza mai scendere in campo.

## Statistiche

### Cronologia presenze e reti in nazionale
| Cronologia completa delle presenze e delle reti in nazionale ― Inghilterra | Cronologia completa delle presenze e delle reti in nazionale ― Inghilterra | Cronologia completa delle presenze e delle reti in nazionale ― Inghilterra | Cronologia completa delle presenze e delle reti in nazionale ― Inghilterra | Cronologia completa delle presenze e delle reti in nazionale ― Inghilterra | Cronologia completa delle presenze e delle reti in nazionale ― Inghilterra | Cronologia completa delle presenze e delle reti in nazionale ― Inghilterra | Cronologia completa delle presenze e delle reti in nazionale ― Inghilterra |
| Data                                                                       | Città                                                                      | In casa                                                                    | Risultato                                                                  | Ospiti                                                                     | Competizione                                                               | Reti                                                                       | Note                                                                       |
| -------------------------------------------------------------------------- | -------------------------------------------------------------------------- | -------------------------------------------------------------------------- | -------------------------------------------------------------------------- | -------------------------------------------------------------------------- | -------------------------------------------------------------------------- | -------------------------------------------------------------------------- | -------------------------------------------------------------------------- |
| 6-4-1957                                                                   | Londra                                                                     | Inghilterra                                                                | 2 – 1                                                                      | Scozia                                                                     | Torneo Interbritannico 1956                                                | 1                                                                          |                                                                            |
| 19-10-1957                                                                 | Cardiff                                                                    | Galles                                                                     | 0 – 4                                                                      | Inghilterra                                                                | Torneo Interbritannico 1957                                                | -                                                                          |                                                                            |
| 6-11-1957                                                                  | Londra                                                                     | Inghilterra                                                                | 2 – 3                                                                      | Irlanda del Nord                                                           | Torneo Interbritannico 1957                                                | -                                                                          |                                                                            |
| 19-4-1958                                                                  | Glasgow                                                                    | Scozia                                                                     | 0 – 4                                                                      | Inghilterra                                                                | Torneo Interbritannico 1957                                                | 2                                                                          |                                                                            |
| 7-5-1958                                                                   | Londra                                                                     | Inghilterra                                                                | 2 – 1                                                                      | Portogallo                                                                 | Amichevole                                                                 | -                                                                          |                                                                            |
| 11-5-1958                                                                  | Belgrado                                                                   | Jugoslavia                                                                 | 5 – 0                                                                      | Inghilterra                                                                | Amichevole                                                                 | -                                                                          |                                                                            |
| 18-5-1958                                                                  | Mosca                                                                      | Unione Sovietica                                                           | 1 – 1                                                                      | Inghilterra                                                                | Amichevole                                                                 | 1                                                                          |                                                                            |
| 8-6-1958                                                                   | Göteborg                                                                   | Unione Sovietica                                                           | 2 – 2                                                                      | Inghilterra                                                                | Mondiali 1958 - 1º turno                                                   | 1                                                                          |                                                                            |
| 11-6-1958                                                                  | Göteborg                                                                   | Brasile                                                                    | 0 – 0                                                                      | Inghilterra                                                                | Mondiali 1958 - 1º turno                                                   | -                                                                          |                                                                            |
| 15-6-1958                                                                  | Borås                                                                      | Inghilterra                                                                | 2 – 2                                                                      | Austria                                                                    | Mondiali 1958 - 1º turno                                                   | 1                                                                          |                                                                            |
| 17-6-1958                                                                  | Göteborg                                                                   | Unione Sovietica                                                           | 1 – 0                                                                      | Inghilterra                                                                | Mondiali 1958 - Spareggio                                                  | -                                                                          |                                                                            |
| 24-5-1959                                                                  | Città del Messico                                                          | Messico                                                                    | 2 – 1                                                                      | Inghilterra                                                                | Amichevole                                                                 | 1                                                                          |                                                                            |
| 28-5-1959                                                                  | Los Angeles                                                                | Stati Uniti                                                                | 1 – 8                                                                      | Inghilterra                                                                | Amichevole                                                                 | 1                                                                          |                                                                            |
| 10-5-1961                                                                  | Londra                                                                     | Inghilterra                                                                | 8 – 0                                                                      | Messico                                                                    | Amichevole                                                                 | -                                                                          |                                                                            |
| Totale                                                                     |                                                                            | Presenze                                                                   | 14                                                                         |                                                                            | Reti                                                                       | 8                                                                          |                                                                            |

## Palmarès

### Club

#### Competizioni nazionali
- Coppa d'Inghilterra: 1

West Browmich: 1953-1954
- Community Shield: 1

West Bromwich: 1954